# Хуан (ураган)
Ураган «Хуан» (англ. Hurricane Juan)  — потужний тропічний циклон 2 категорії, який завдав великої шкоди Атлантичній Канаді наприкінці вересня 2003 року. «Хуан» також є першим ураганом і одним із трьох імен, яких Метеорологічна служба Канади вимагала зняти з експлуатації (другий — «Ігор» 2010 року та «Фіона» 2022 року). Це був десятий названий шторм і шостий ураган сезону атлантичних ураганів 2003 року.
Ураган завдав значної шкоди центральній частині Нової Шотландії та на острові Принца Едварда, з меншими збитками на схід і захід від центру шторму. Більша частина збитків сталася в результаті сильного вітру, який торкнувся регіону. Ураган призвів до загибелі восьми людей і завдав шкоди понад 300 мільйонів канадських доларів (200 мільйонів доларів США). Це був найсильніший шторм, який обрушився на Галіфакс з 1893 року.

## Метеорологічна історія

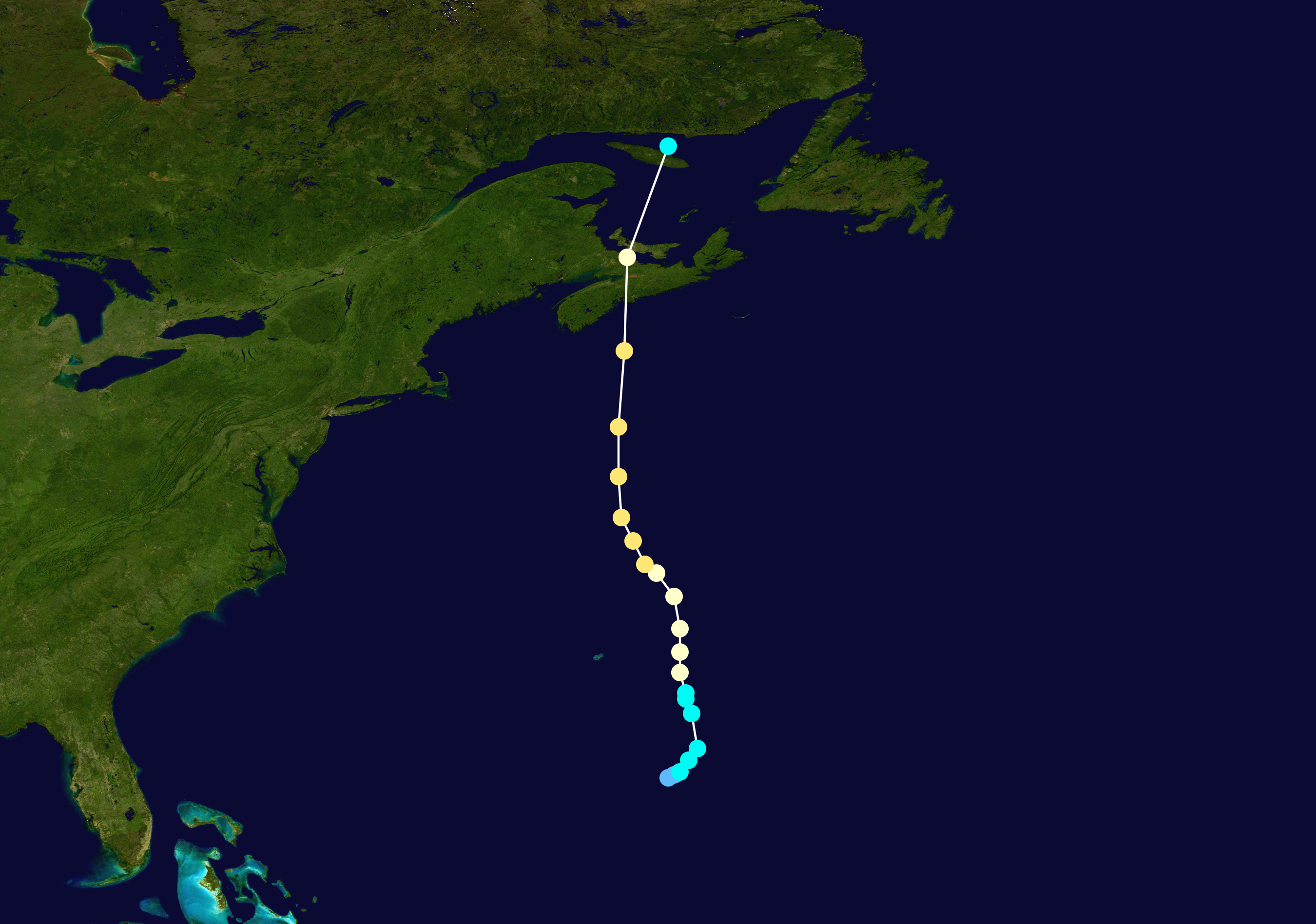
Траєкторія руху Урагану Хуан

Велика тропічна хвиля, що супроводжувалася широкою зоною низького тиску, відійшла від узбережжя Африки 14 вересня 2003 року. Спочатку вона рухалася на захід і залишалася неорганізованою через несприятливий зсув вітру на верхніх рівнях. 20 вересня конвекція навколо системи значно посилилася під час взаємодії з циркуляцією великого нижнього рівня верхнього рівня, хоча несприятливі умови призвели до того, що активність залишилася неорганізованою. Система в цілому рухалася на північний-захід навколо нижнього верхнього рівня і розвинула циркуляцію середнього рівня. Він взаємодіяв з зоною і став краще організованим 23 вересня, перебуваючи в 450 милях (725 км) на південь від Бермудських островів. Пізніше того ж дня в системі розвинулася низька циркуляція, хоча її участь у найближчій фронтальній зоні не дозволила класифікувати її як тропічну депресію. Глибока конвекція збільшилася поблизу центру 24 вересня, і система швидко розвинула смугасті риси та виразний відтік. На основі збільшення організації Національний центр спостереження за ураганами (NHC) пізніше того ж дня класифікував його як Тропічну депресію 15, хоча він знаходився приблизно в 345 милях (555 км) на південний схід від Бермудських островів. Оперативно агентство не ініціювало штормові попередження до 27 годин після часу його формування, визначеного аналізом після сезону ураганів.
Спочатку депресія мала поєднання тропічних і субтропічних характеристик; він залишався приєднаним до сусідньої фронтальної зони, хоча організація конвекції та тепле ядро в системі призвели до класифікації як тропічного циклону. Синоптики передбачали, що депресія лише повільно посилюватиметься і досягне максимальної інтенсивності 65 миль/год (105 км/год). Проте зона низького тиску поступово організовувалась і на початку 25 вересня переросла в тропічний шторм Хуан. Хуан рухався на північний-захід зі швидкістю приблизно 10 миль/год (16 км/год) у відповідь на розвиток субтропічного хребта на сході. 26 вересня розвинулось око, і дуже глибока конвекція збільшилася навколо циркуляції. Хмарність продовжувала консолідуватися, і Хуан отримав статус урагану пізніше 26 вересня, перебуваючи в 165 милях (270 км) на південний схід від Бермудських островів. Ураган перемістився в зону з теплими водами та слабким зсувом вітру, дозволяючи додатково посилити силу; до 27 вересня Хуан досяг максимальної інтенсивності 105 миль/год (165 км/год), перебуваючи в 635 милях (1020 км) на південь від Галіфакса, Нова Шотландія. При цій піковій силі око урагану було чітким і поміщеним у чітко окреслену круглу центральну щільну хмару.

29 вересня ураган Хуан обрушився на Нову Шотландію

Ураган Хуан залишався на піку сили понад 24 години. Після тривалого руху на північний-захід він повернувся та прискорився на північ. 28 вересня око стало менш чітким, і ураган трохи послабшав. Завдяки швидкому руху вперед у Хуана було небагато часу, щоб ослабнути над значно холоднішими водами, перш ніж вийти на сушу між Шад-Бей і Проспект (біля Галіфакса) 29 вересня зі швидкістю вітру 100 миль/год (160 км/год). Він швидко слабшав під час швидкого просування через південні [Приморські провінції]] та перетину півострова Нова Шотландія ураган Хуан ослаб до тропічного шторму, коли він рухався над островом Принца Едварда на початку 29 вересня. Пізніше того ж дня шторм був поглинений великим позатропічним мінімумом над північно-західною затокою Святого Лаврентія.

## Підготовка
Перші попередження були видані Канадським центром спостереження за ураганами 26 вересня, хоча на той час вони загалом припускали, що існує ймовірність вітру та дощу в Атлантичній Канаді. З наближенням Хуана 27 вересня попереджувальні трансляції в місцевих ЗМІ в Атлантичній Канаді були відповідно змінені. Громадським і надзвичайним посадовим особам в очікуваній зоні виходу на сушу було сказано підготуватися до потенційної катастрофи після того, як бюлетені CHC вказали на можливість значного збитку від вітру та повені внаслідок сильного дощу та шторму, а також відключення електроенергії.
Вранці 28 вересня звіти вказували, що Хуан досягне берега або як тропічний шторм, або як незначний ураган 1 категорії. Метеорологічні дані до того часу вказували на те, що шторм послабшає ще до того, як прийде на сушу. До 6 вечора ADT (21:00 UTC) було видано додаткові попередження, оскільки очікувалося, що Хуан досягне берега як сильний ураган 1 категорії або слабкий 2 категорії. Більшість підприємств у постраждалих районах були закриті по неділях, що означало, що готуватися не можна було в останню хвилину. Хоча масштабної евакуації не було увечері 28 вересня було оголошено евакуацію для низинних районів. Загалом від цієї евакуації постраждало кілька сотень людей. Працівники комунальних служб також стояли в режимі очікування перед штормом, готуючись до масштабних відключень електроенергії.

## Наслідки

### Нова Шотландія

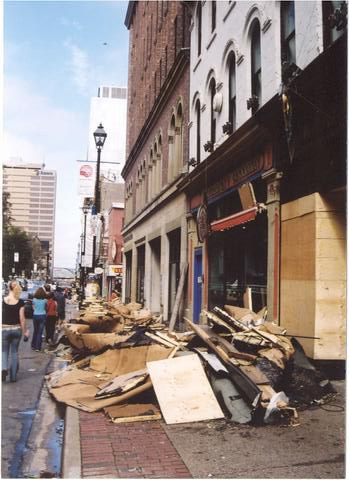
Уламки на вулицях Галіфакса після урагану

Максимальна стійка швидкість вітру урагану Хуан при виході на сушу в Новій Шотландії була зафіксована на рівні 100 миль/год (155 км/год). Гавань Галіфакс зазнала основного удару від найсильніших стійких вітрів і найсильніших поривів вітру під час шторму; за деякими неофіційними оцінками пориви досягають 145 миль/год (230 км/год). Метеорологічні буї біля входу в гавань Галіфакса зламали свої швартові після того, як, як повідомляється, зафіксували хвилі понад 65 футів (20 м). Значна ерозія сталася на населених берегах гавані, особливо в Бедфордському басейні де житлові будинки та залізничні колії зазнали найбільшого впливу хвиль. У гавані повідомлялося про штормові хвилі від 5 до 7 футів (1,5 до 2 метрів); це був найвищий сплеск, коли-небудь зареєстрований у гавані Галіфакс. Опади були досить слабкими через швидкий рух і сухе повітря на південній стороні шторму. Не було повідомлень про кількість опадів більше 2 дюймів (52 мм).
Хуан спричинив масштабну структурну та рослинну шкоду в усьому регіоні, зокрема в муніципалітеті Галіфакс та навколо нього. Повідомляється про значні пошкодження дерев, які перекрили багато вулиць і обірвали лінії електропередач. Багато будинків і підприємств зазнали матеріальних збитків, зокрема пошкодження покрівлі конструкцій, а деякі більш слабкі конструкції були зруйновані. HRM підрахував, що 31 % житлових будинків зазнали певного ступеня пошкодження, а 27 % будинків мали достатньо пошкоджень, щоб виправдати страховий відшкодування. У центрі Галіфакса валуни розміром зі сміттєві баки для боротьби з ерозією були викинуті з Гавані Галіфакса на набережні, стоянки та пірси. Загальна лікарня Вікторії зазнала пошкодження даху, тому її евакуювали під час шторму, як і численні високі житлові будинки та інші багатоквартирні будинки. Рекламні щити та знаки також були знищені, а десятки автомобілів розчавлено деревами та іншим сміттям. Улюблений парк міста Пойнт-Плезант і громадські сади зазнали втрати дерев і залишалися закритими протягом місяців.

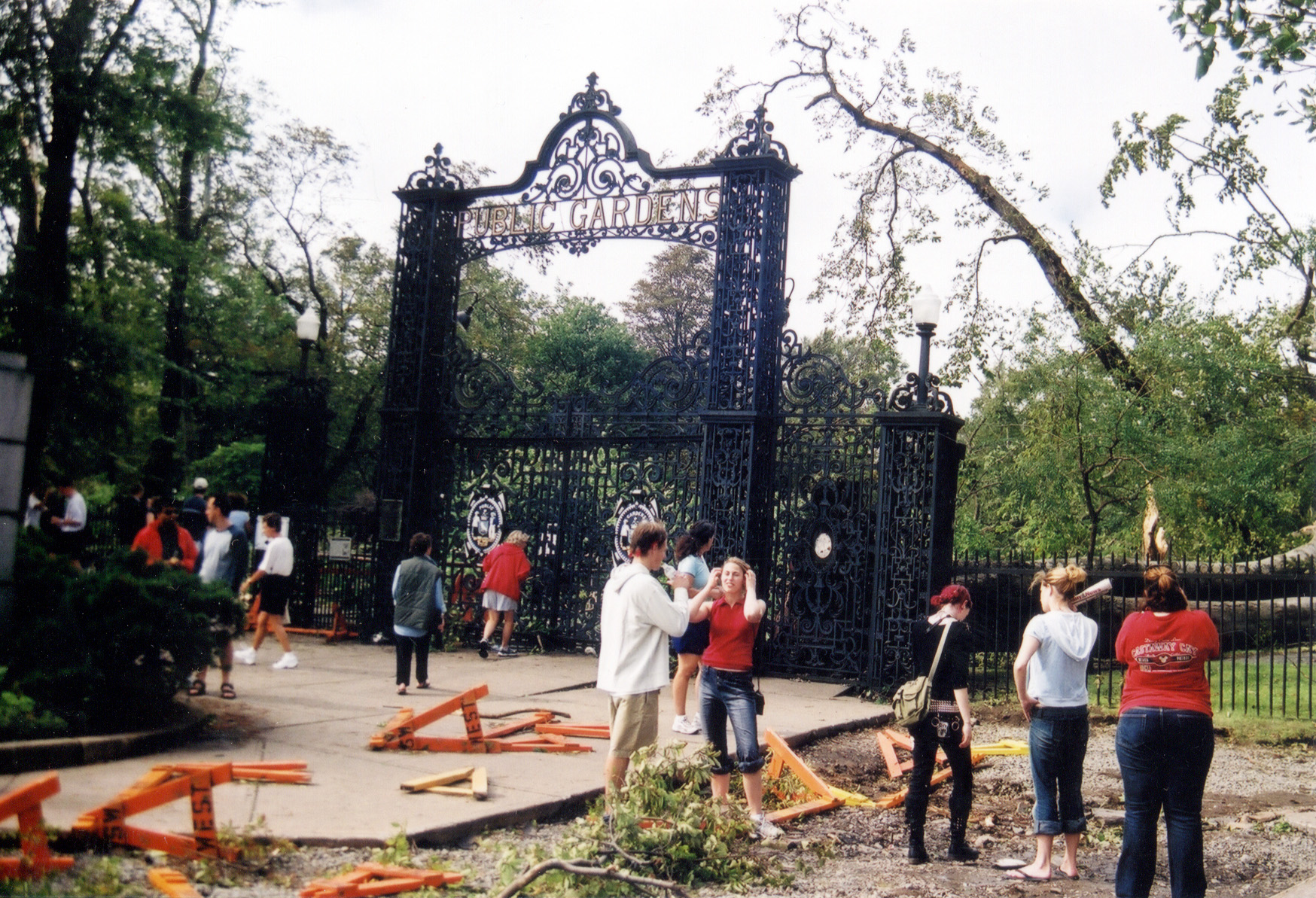
Пошкодження громадських садів Галіфакса після урагану Хуан

Хуан встановив максимальний рекорд швидкості поривів вітру в міжнародному аеропорту Галіфакс-Стенфілд; під час піку шторму порив досягав 143 км/год, рекорд, який зберігається й донині. Ще одна висока швидкість вітру спостерігалася на автостанції на острові Мак-Набс, яка зафіксувала 2-хвилинний вітер зі швидкістю 151 км/год з поривами до 176 км/год. Пориви ураганної сили поширювалися на схід до острова Бівер, де пориви досягали 132 км/год. Ураган був достатньо сильним, щоб зруйнувати анемометри на Шеннон-Хілл, Чебукто-Хед і острові Самбро, навіть незважаючи на те, що прилад на острові Самбро кілька років тому пережив шторм швидкістю 193 км/год.
Ураган завдав серйозної шкоди судноплавству в гавані Галіфакс. Приїжджа прогулянкова шхуна під назвою Larinda була затоплена на пристані біля Морського музею Атлантики, а гавань ketch Mar була викинута на берег у Східному проході на протилежному боці гавані Галіфакс. Інше морське гавань, шхуна «Сільва», зірвалась із причалів і завдала значної шкоди Кейбл-Уорф на набережній Галіфакса. Десятки менших яхт також були пригнані до берега; значних пошкоджень було завдано яхт-клубам у басейні Бедфорд Північно-західний рукав. Десятки контейнерів були збиті з двох контейнеровозів на контейнерному терміналі Саут-Енд. Причали на набережній Галіфакса та Дартмута зазнали великої шкоди, а кілька вагонів було змито в гавань на залізничній станції Дартмут; одна з колій двоколійної магістралі була розмита в кількох місцях вздовж басейну Бедфорд біля Мілв'ю. Повідомлялося також про затоплення узбережжя навколо гавані Галіфакс в результаті штормового припливу[18], хоча всередині країни повінь була незначною, оскільки дощ не був сильним через швидкий рух Хуана вперед.
Менш серйозні матеріальні збитки були зафіксовані на захід від шторму в затоках Сент-Маргарет і Махоун. На додаток до міського ядра регіонального муніципалітету Галіфакса, місто Труро та всі сільські райони округу Колчестер, а також західна частина округу Пікту зазнали матеріальних збитків і відключень електроенергії через падіння дерев; численні комори та інші сільськогосподарські будівлі були пошкоджені на схід від шляху шторму, включаючи копію Гектора в гавані Пікту. Серйозність матеріальних збитків у столичних районах Галіфакса і Дартмут регіонального муніципалітету Галіфакса спочатку спонукали деяких синоптиків вважати, що Хуан, ймовірно, ураган 3 категорії; однак звіти про постійний вітер не виправдовують цю припущення. Багато листяних дерев у центральній частині Нової Шотландії все ще мали листя, що посилювало наслідки ураження вітром. Загалом кількість пошкоджених дерев оцінюється в мільйони.
Хуан забрав шість життів (двоє безпосередньо) у Новій Шотландії. Обидві прямі смерті були спричинені падінням дерев; один був фельдшером у Галіфаксі, а інший — автомобілістом в Енфілді. Три з чотирьох непрямих смертей сталися в результаті пожежі в будинку, яку почали свічки під час відключення електроенергії, а четвертий стався під час роботи з надання допомоги після шторму.

### Решта Атлантичної Канади

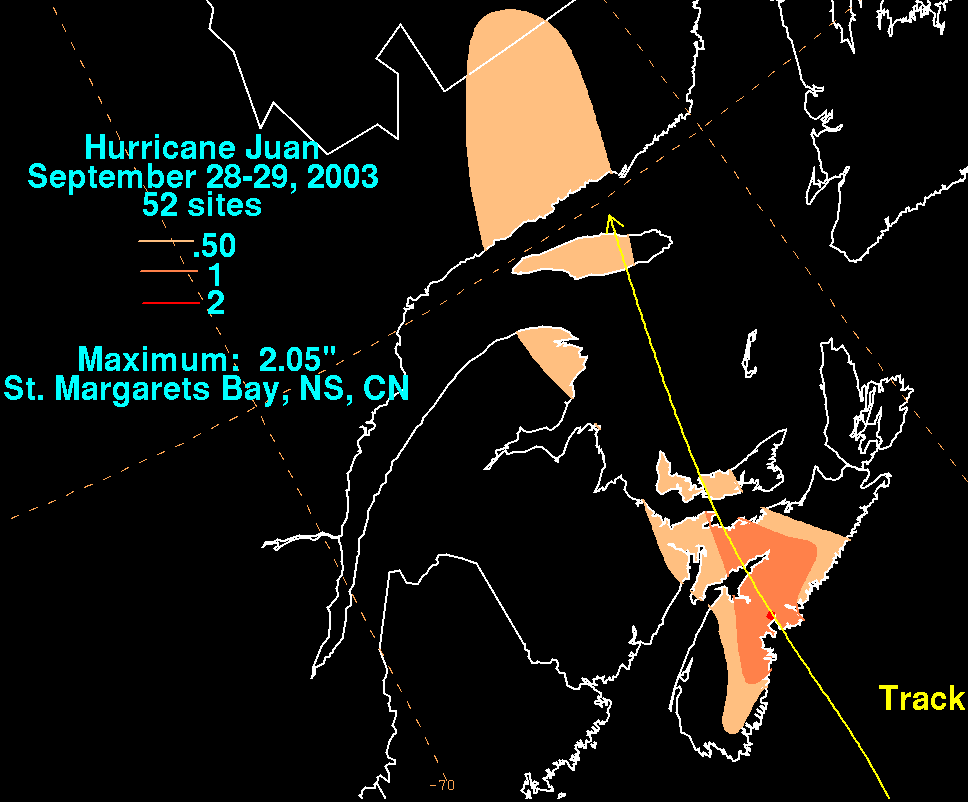
Опади від урагану Хуан

Шторм зберігав силу 1 категорії, коли він проходив через Нову Шотландію до Нортумберлендської протоки, послаблюючись до тропічного шторму, коли він увійшов у затоку Святого Лаврентія. Пориви вітру сягали 86 миль/год (139 км/год) у Шарлоттауні та 67 миль/год (107 км/год) на острові Мадлен у затоці Святого Лаврентія.
Повідомлялося також про збитки на острові Принца Едварда в результаті шторму, особливо навколо Шарлоттауна, де його набережна сильно пошкодила прогулянкові судна та морські стіни, а також значні пошкодження старого міського лісу в центрі міста. Повідомлялося також про значні пошкодження дерев по всьому острову, а також структурні пошкодження слабших будівель. Ураган залишив частину острова без світла. Вузький шлях означав, що пошкодження було досить локалізованим; У Нью-Брансвіку було повідомлено про невеликі пошкодження або західний острів Принца Едварда. Голосування на загальних виборах PEI 29 вересня також було зірване, хоча понад 80 % виборців прийшли на виборчі дільниці.
Повідомлялося про дві смерті в затоці Святого Лаврентія біля віддаленого острова Антикості в Квебеку. Це були рибалки з Нью-Брансвіка, які вели роботу поблизу острова Антикості.